# Amange
Amange ist eine französische Gemeinde im Département Jura in der Region Bourgogne-Franche-Comté. Sie gehört zum Arrondissement Dole und zum Kanton Authume. Die Nachbargemeinden sind Offlanges im Norden, Vriange und Romange im Osten, Audelange im Süden und Châtenois im Westen.

## Bevölkerungsentwicklung
| Jahr                       | 1962 | 1968 | 1975 | 1982 | 1990 | 1999 | 2008 | 2017 |
| -------------------------- | ---- | ---- | ---- | ---- | ---- | ---- | ---- | ---- |
| Einwohner                  | 181  | 191  | 193  | 298  | 290  | 288  | 348  | 433  |
| Quellen: Cassini und INSEE |      |      |      |      |      |      |      |      |

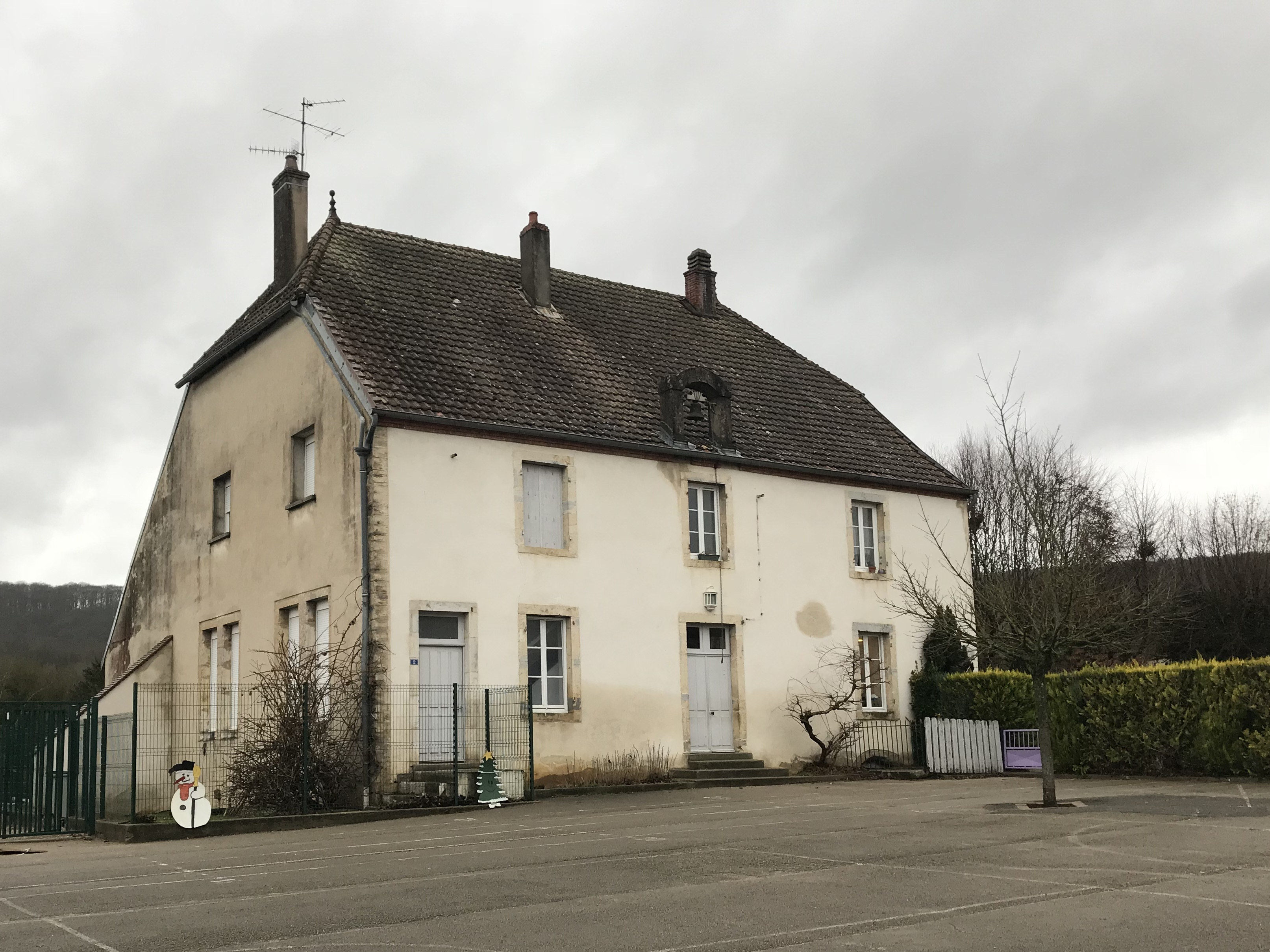
Mairie Amange
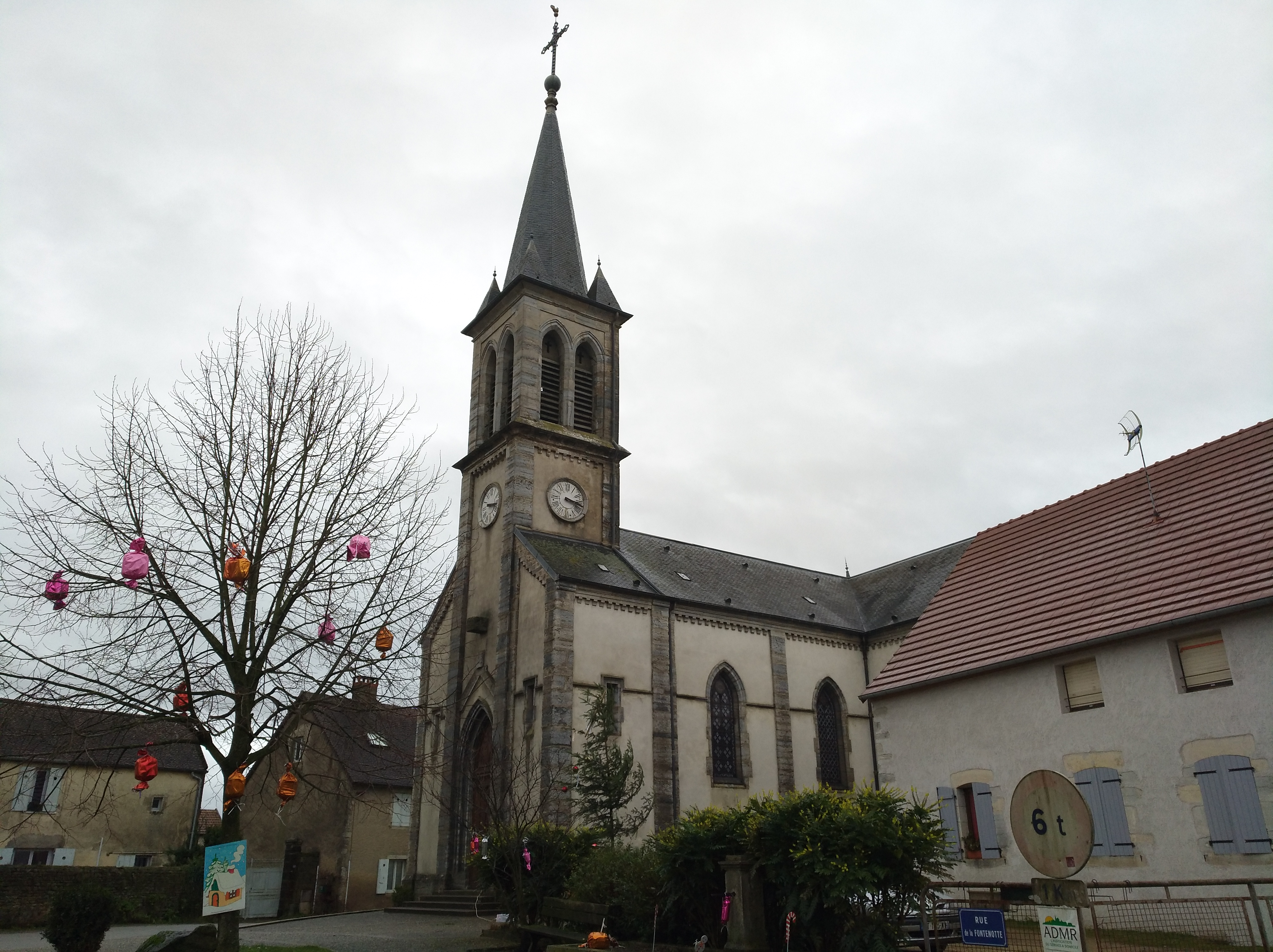
Kirche Saint-Paul